# Diaphantania ceresalis
Diaphantania ceresalis is een vlinder uit de familie van de grasmotten (Crambidae). De wetenschappelijke naam van deze soort is voor het eerst voorgesteld als Botys ceresalis door Francis Walker in een publicatie uit 1859.
De soort komt voor in Cuba en de Dominicaanse Republiek.